# Chiesa di San Bartolomeo (Rovigo)
La chiesa di San Bartolomeo, popolarmente detta di San Bortolo, è un edificio religioso aperto al culto cristiano della Chiesa cattolica sito a Rovigo in piazzale San Bortolo attiguo a via Antonio Oroboni. La struttura, uno dei rari esempi di architettura religiosa del XVI secolo presenti in Polesine, integra al suo interno alcuni elementi barocchi come stucchi ed affreschi del secolo successivo.
Amministrativamente parte dell'originaria diocesi di Adria divenuta in seguito di Adria-Rovigo, è dal 1956 sede della parrocchia di San Bartolomeo apostolo e fu la chiesa dell'attiguo monastero degli Olivetani, soppresso nel 1797, conservato nelle strutture ma non nello stato d'uso.
Al suo interno è presente uno degli organi progettati e costruiti dall'atestino Gaetano Callido risalente al 1778. Lo strumento è situato su di una cantoria a lato dell'altare maggiore, ed è tuttora funzionante.

## Storia

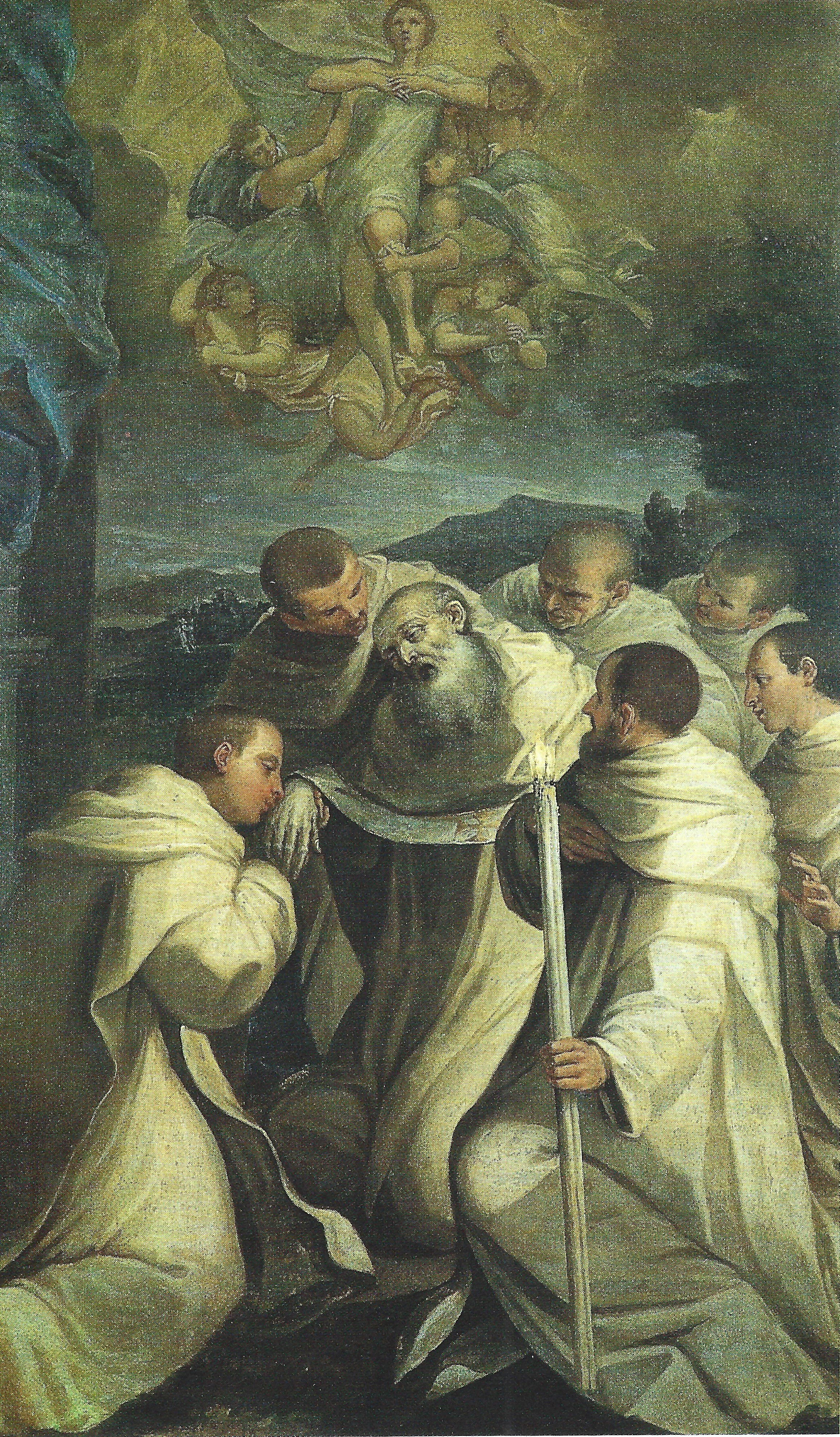
Interno, Il transito di San Benedetto, opera di Giovanni Murari (1686).

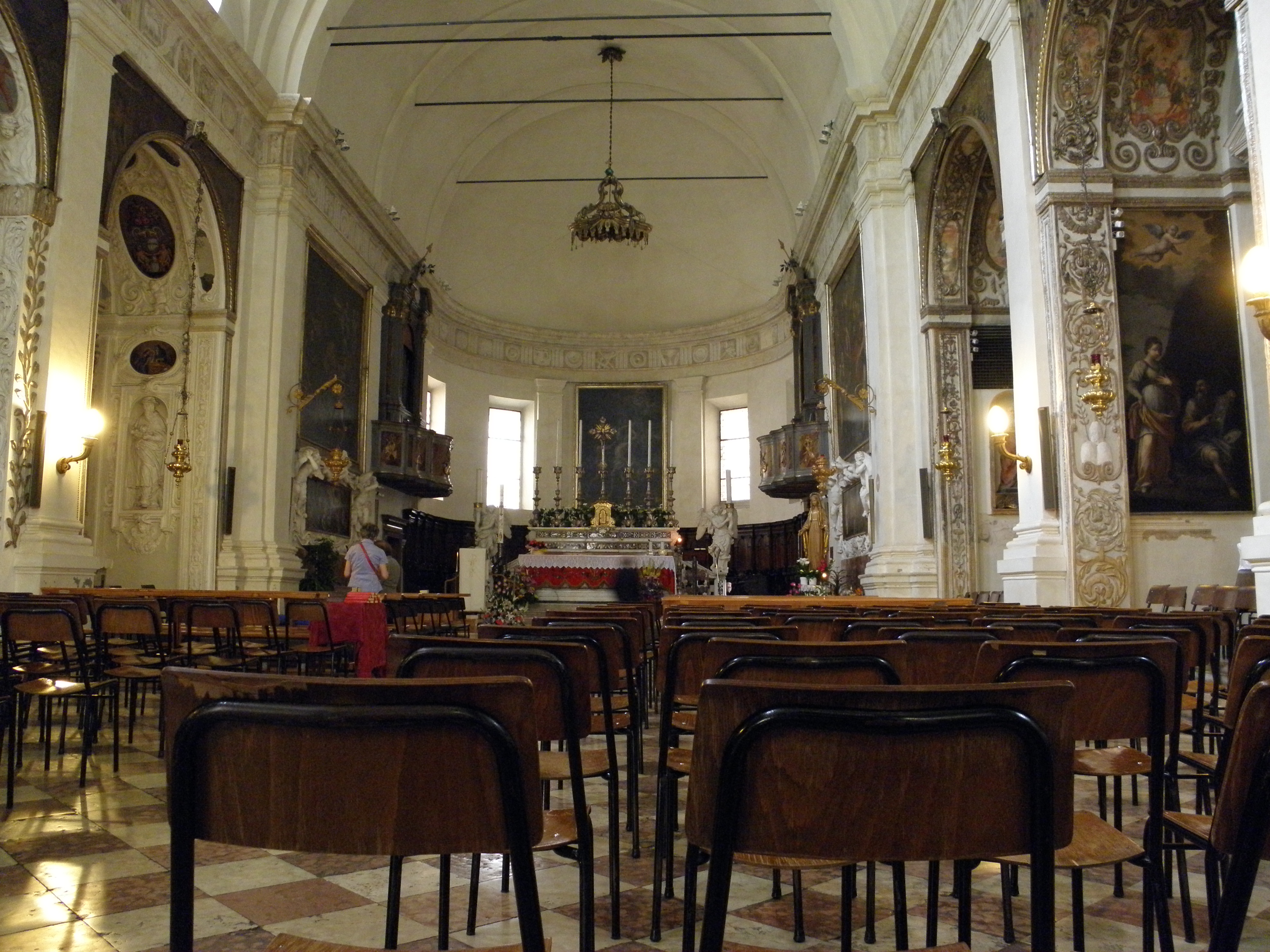
L'interno della chiesa

L'attuale edificio sorse in sostituzione della precedente chiesa rinascimentale del monastero (o convento), sempre dedicata a san Bartolomeo apostolo, eretta nel XIII secolo dalla congregazione degli Umiliati, giunti a Rovigo per insediarsi nella parte più orientale della città a qualche chilometro dalle mura esterne ed in prossimità del fiume Adigetto, allora un ramo principale dell'Adige che scorreva a nord.
Il complesso originale si dotò di una chiesa dopo l'autorizzazione concessa dall'allora Vescovo della Diocesi di Adria Guglielmo d'Este il 10 giugno 1255. Pur se i documenti sopravvissuti non contribuiscono a comprendere se in quell'occasione si sia dato inizio anche a lavori di ristrutturazione dell'intero complesso, dato il fiorente sviluppo della comunità umiliata in Rovigo confermato da altri testi storici si può ritenere credibile. Tuttavia un documento del 1283 indica che i guadagni provenienti dall'attività laniera della comunità religiosa non vengono più investiti in beni immobili e da allora i monaci che lo occupano calano a soli cinque individui per scendere ad un solo preposito nel 1407. Con l'ultimo documento che attesta il soggiorno di un preposito nel 1436 non si hanno più tracce della presenza degli Umiliati a Rovigo ed il complesso, chiesa compresa, già compromesso, con l'abbandono si avvia ad un inevitabile degrado strutturale. Dopo essere stato affidato in commenda al neoinsediato vescovo di Adria Bartolomeo Roverella nel 1444, con documento datato 21 ottobre 1474 il convento umiliato viene dichiarato formalmente soppresso.
L'influenza della ricca e potente famiglia Roverella nella chiesa del tempo, il fratello Lorenzo fu eletto vescovo di Ferrara nel 1460 e un altro Nicolò nominato abate generale dell'Ordine degli Olivetani nel 1472, e nella vita sociale ed economica di Rovigo, contribuirono grazie a quest'ultimo alla rinascita del convento chiedendo a Bartolomeo la rinuncia alla commenda per affidargli l'intero complesso edilizio e beni connessi, ed introducendo in seguito alcuni monaci del suo ordine. Benché con qualche difficoltà, grazie all'autorizzazione concessa da papa Sisto IV il 21 ottobre 1474, il convento venne annesso al costituendo monastero olivetano dell'Abbazia di San Pietro in Maone e della chiesa di Santa Maria dei Sabbioni, quindi preso possesso dal priore del convento olivetano di San Giorgio di Ferrara nel 1478.

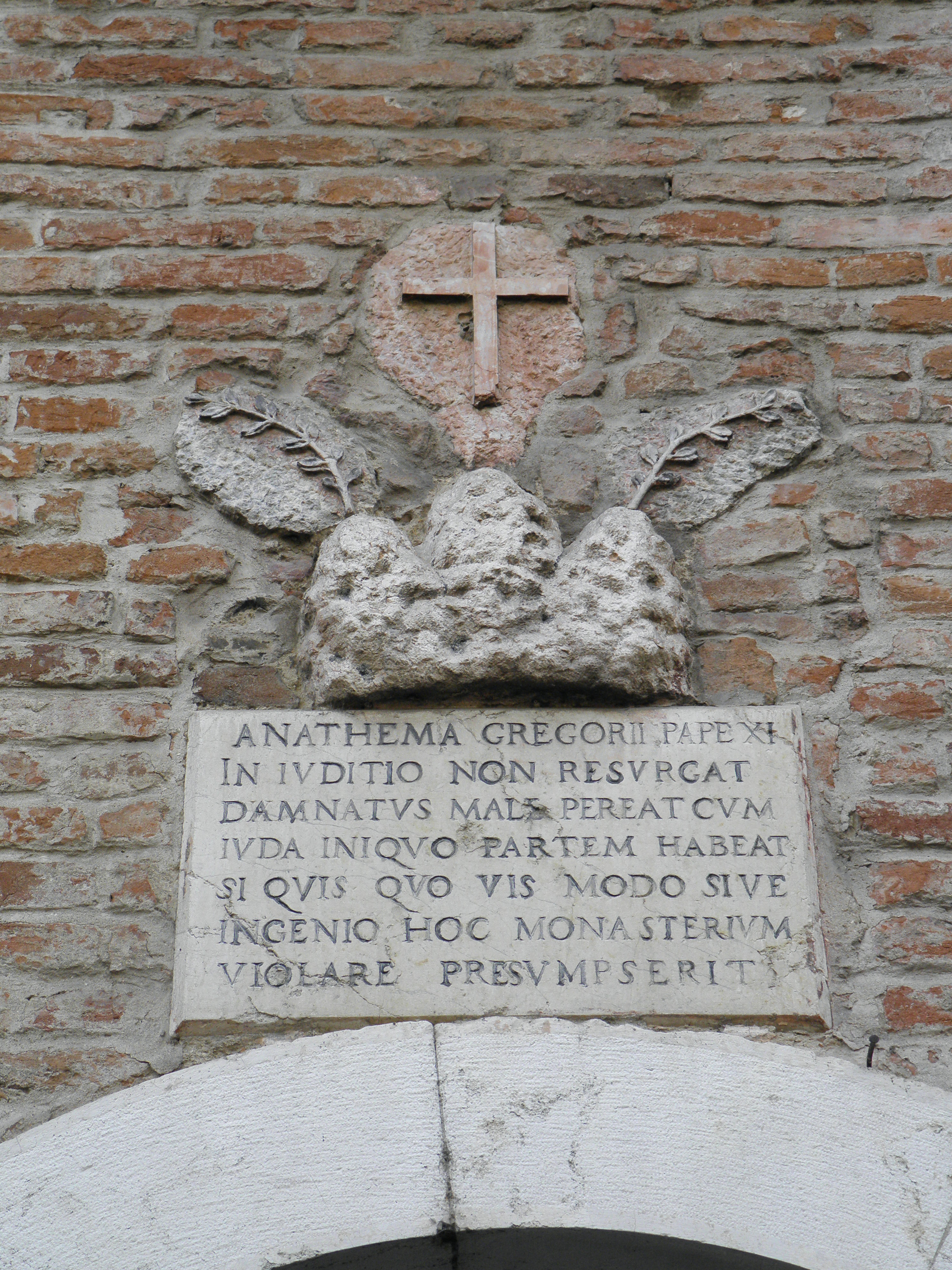
la lapide che riporta l'anatema di Papa Gregorio XI posta sul portale di ingresso al chiostro.

Lo stato degli edifici era comunque tale da essere divenuti praticamente inabitabili e fu necessario avviare un radicale intervento a tutto il complesso. Le notizie sullo svolgimento dei lavori è ricavabile delle testimonianze redatte nel XVIII secolo dall'abate Alessandro Rossi. Nel 1480 venne demolito il vecchio convento e costruito il nuovo complesso comprendente l'attuale chiostro con "dodici camere all'intorno, oltre varie di domestico servigio" collegato all'esterno da un piccolo portale alla cui sommità è apposta una piccola lapide che riporta l'anatema di Papa Gregorio XI contro chi osasse violare un monastero olivetano.
Nel 1550 i monaci impiantarono una fornace per produrre i mattoni destinati ad ampliare ulteriormente il complesso con l'aggiunta di un braccio che prolungava verso sud il lato orientale del chiostro.

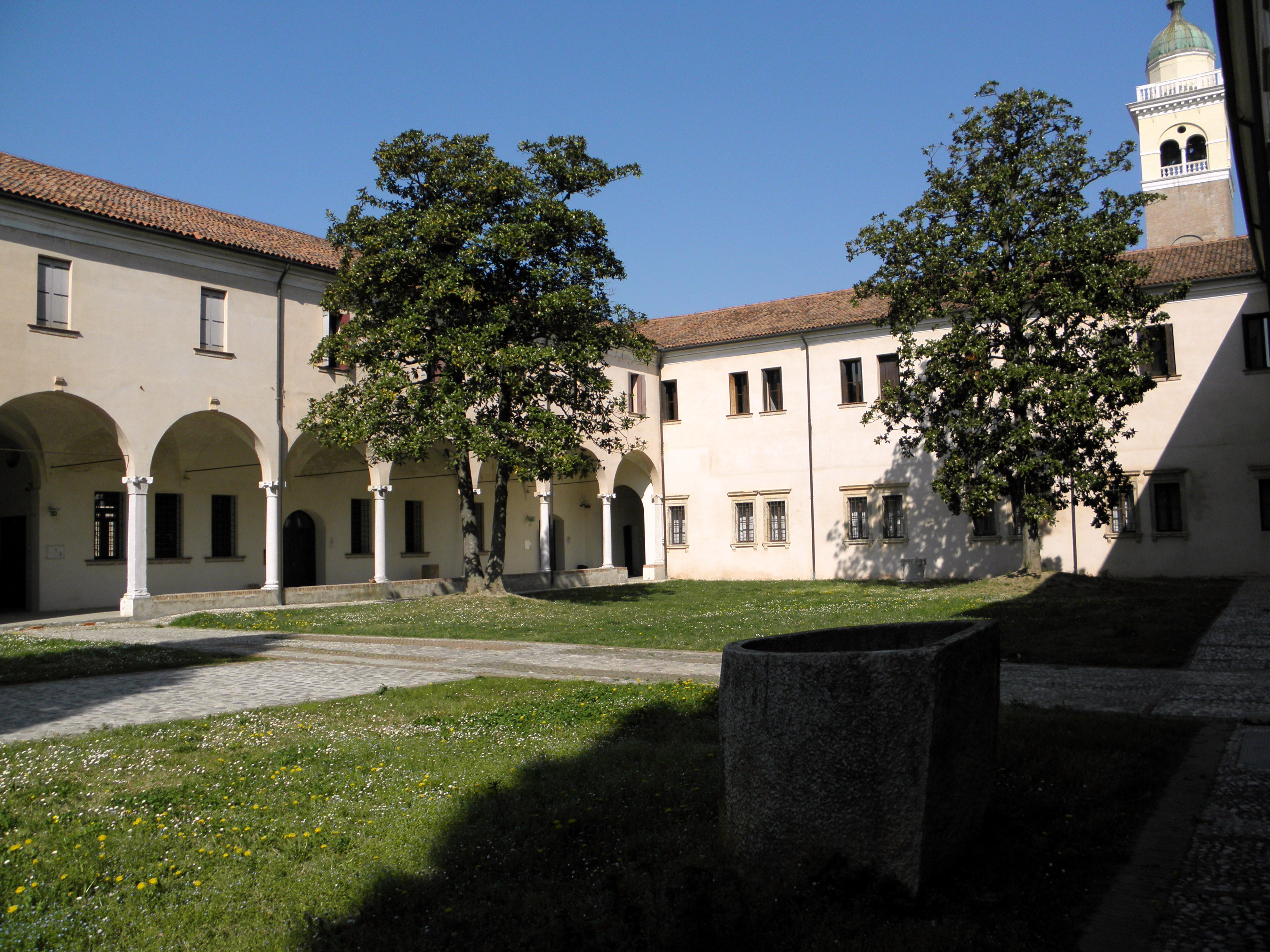
Monastero degli Olivetani, cortile interno e colonnato

La ricostruzione della chiesa fu successiva alla ristrutturazione del monastero e, da quel che afferma l'abate Alessandro Rossi, commissionata a Bartolomeo Bonrizzo che ne sviluppò il progetto. La prima pietra venne posata in occasione della festività dedicata a San Benedetto, il 21 marzo 1562, protraendosi fino al 1565 e beneficiando della collaborazione dell'architetto ferrarese Alberto Schiatti, al quale, pur non essendo certo il ruolo ricoperto nell'impresa, viene attribuito, dallo storico locale Alberto Gabrielli, il progetto del campanile. Certo è che al termine della costruzione della chiesa quest'ultimo, completato nel 1592,  risultava iniziato da poco e che nel 1576 misurava solamente 30 piedi (circa 10 metri).

## Organo
E’ attestata la presenza di uno strumento già nel XVII secolo, tuttavia non si conosce il costruttore.
L’organo era posto su cantoria a lato del Vangelo (cornu Evangelii) e , secondo le cronache, si componeva di un prospetto elegante, con controrgano finto, intagli e fregi dorati, possedeva n°5 registri poi portati a 7; lo strumento era utilizzato per accompagnare i pontificali dell’Abate e le celebrazioni pubbliche.
Al centro del coro era sito un organo positivo utile all’accompagnamento delle funzioni dell’ufficio monastico.
Nel 1606 l’organo fu suonato da tale “Giacomo Baldi” identificabile forse in Girolamo Frescobaldi , ipotesi forse non molto possibile data la sua breve permanenza nella città di Ferrara.
Nel 1778 Gaetano Callido installò un nuovo strumento sostituendo quello più antico.
Lo strumento possiede una tastiera di 45 tasti con ottava scavezza (in sesta) Do-Do e pedaliera a leggio di 18 pedali di cui l’ultimo attiva il cosiddetto “rollante”.
Di seguito la disposizione  fonica dello strumento:
1.      Principale bassi 8’;
2.      Principale soprani 8’;
3.      Ottava;
4.      Decimaquinta;
5.      Decimanona;
6.      Vigesimaseconda;
7.      Vigesimasesta;
8.      Vigesimanona;
9.      Contrabbassi e Ottava di Contrabbassi (16’+8’ al pedale);
10.   Voce umana;
11.   Flauto in VIII (coperto);
12.   Flauto in XII;
13.   Cornetta;
14.   Tromboncini bassi;
15.   Tromboncini soprani;
16.   Trombone al pedale (ricostruito secondo le misure dell’epoca)
Accessori: Tiratutti Ripieno (lato dx pedaliera)
Lo strumento è stato restaurato dalla ditta Piccinelli Alfredo di Padova nel 1980. Grazie ad esso si è potuto evincere che alcune parti dello strumento non sono originali, ad esempio la tavoletta dei registri e i relativi pomelli e la pedaliera. 
Alcuni cambiamenti apportati dal restauro: copertura della tastiera ( in legno di bosso, precedentemente in osso); la pedaliera ricostruita in legno secondo le misure della bottega di Callido; la manovella del tiratutti che è stata modificata già prima del restauro rimuovendo la manovella e unificando il comando in un unico pedaletto.
È stato inoltre aggiunto il registro di Trombone al pedale al posto del Basso 8' costituito però , secondo il Piccinelli, di canne di 4'.